# José María García Lahiguera
Pour les articles homonymes, voir José María García et García.

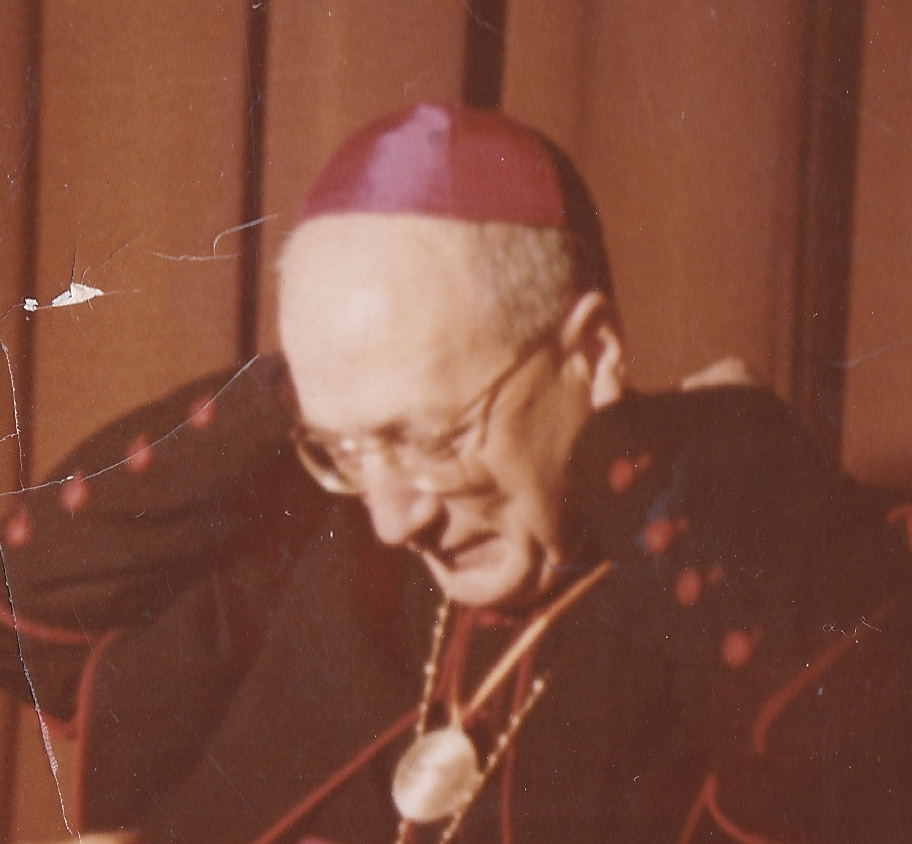
José Maria Garcia Lahiguera en 1972.

José María García Lahiguera (né le 9 mars 1903 et mort le 14 juillet 1989) est un prêtre catholique espagnol, évêque de Huelva puis archevêque de Valence et fondateur des Oblates du Christ Prêtre avec Mère María del Carmen Hidalgo de Caviedes y Gómez. Il est reconnu vénérable par l'Église catholique.

## Biographie
José María García Lahiguera intègre le séminaire mineur de Tudela en 1913 avant d'entrer dans celui de Madrid en 1915. Il est ordonné prêtre en 1926 par l'archevêque de Madrid. Dès lors, il occupe diverses tâches dans le séminaire archidiocésain comme professeur, préfet des internes puis directeur spirituel.
Pendant la guerre civile espagnole, il fonde la congrégation des oblates du Christ Prêtre, en collaboration avec Mère María del Carmen Hidalgo de Caviedes y Gómez. Le but est de mener une vie contemplative, prier et s'offrir pour la sanctification des prêtres et des séminaristes.
Il devient évêque auxiliaire de Madrid de 1954 à 1960. En 1950, le Saint-Siège approuve les constitutions de la congrégation. Il participe au Concile Vatican II, il est nommé évêque du diocèse de Huelva en 1964, poste qu'il occupe jusqu'en 1969, date à laquelle il devient archevêque de Valence.
Le 14 février 1974, il souffre d'une tumeur cérébrale. Devant l'avancée de la maladie, il présente sa démission le 9 mars 1978, à l'âge de 75 ans. Dès lors, il se retire dans une vie modeste et de prière, devenant le directeur spirituel des oblates du Christ Prêtre. Il meurt le 14 juillet 1989 à la maison-mère de sa congrégation à Madrid, à l'âge de 86 ans.

## Béatification
C'est le 20 juin 1995 que l'archidiocèse de Madrid introduit la cause en béatification et canonisation José María García Lahiguera, après l'aval de la Congrégation pour les causes des saints. L'enquête diocésaine s'est clôturée le 22 janvier 2002 puis transférée à Rome pour y être étudiée par le Saint-Siège.
Le 27 juin 2011, le pape Benoît XVI reconnaît l'héroïcité de ses vertus et le déclare vénérable.